# ハリスバーグ (テキサス州)
ハリスバーグ(Harrisburg)は、1825年以前に、現在のテキサス州ハリス郡の、バッファロー・バイユーの東岸、ジョン・リャードソン・ハリスの所有地に設立された。 1926年、ハリスバーグはヒューストンと合併された。

## 歴史
1826年にハリスバーグは測量され、その創始者、ジョン・リチャードソン・ハリスによって正式にハリスバーグと名づけられた。ハリスは彼自身の名前と、彼の祖父の名から名付けられたペンシルベニア州ハリスバーグの両方から名付けた。
1835年、テキサス暫定政府のテキサス総督協議会は、ハリスバーグをその首都とした。1836年4月16日テキサス革命の間、ハリスバーグのほぼ全域が、アントニオ・ロペス・デ・サンタ・アナの軍に燃やされた。テキサス革命の後、ヒューストンがちょうどハリスバーグの西に設立され、ハリスバーグ郡(後にハリス郡に短縮される)の郡都と、テキサス共和国の首都に任じられた。
1851年、バッファロー・バイユー=ブラゾス&コロラド鉄道は、ハリスバーグとテキサス州アレイトンの間に鉄道の建設を始めた。南北戦争の後、鉄道は拡張し、ガルベストン= ハリスバーグ&サンアントニオ鉄道と名前を変えた。ハリスバーグは、1870年代に火事で駅を作業場を破壊し、ヒューストンに再建されるまで、重要な鉄道の町として残った。
ハリスバーグの人口は鉄道の衰退と1919年のヒューストン船舶水路の拡大とともに衰えた。1926年12月、ヒューストンはハリスバーグを合併した。